# Pseudobathytanais shtokmani
Pseudobathytanais shtokmani is een naaldkreeftjessoort uit de familie van de Paratanaidae. De wetenschappelijke naam van de soort is voor het eerst geldig gepubliceerd in 1990 door Kudinova-Pasternak.